# Samcewrisi (Wewnętrzna Kartlia)
Samcewrisi (gruz. სამწევრისი) – wieś w Gruzji, w regionie Wewnętrzna Kartlia, w gminie Kareli. W 2014 roku liczyła 360 mieszkańców.